# 일본 제국 육군의 여단 목록
다음은 일본 제국 육군의 여단에 관한 목록이다.

## 보병
- 보병 제1여단
- 보병 제2여단
- 보병 제3여단
- 보병 제4여단
- 보병 제5여단
- 보병 제6여단
- 보병 제9여단
- 보병 제12여단
- 보병 제15여단
- 보병 제16여단
- 보병 제17여단
- 보병 제21여단
- 보병 제23여단
- 보병 제24여단
- 보병 제26여단
- 보병 제27여단
- 보병 제28여단
- 보병 제29여단
- 보병 제33여단
- 보병 제34여단
- 보병 제39여단
- 보병 제40여단
- 독립 제1여단
- 독립 제2여단
- 독립 제3여단
- 독립 제4여단
- 독립 제5여단
- 독립 제6여단
- 독립 제7여단
- 독립 제8여단
- 독립 제9여단
- 독립 제10여단
- 독립 제11여단
- 독립 제13여단
- 독립 제14여단

- 근위 제1여단
- 근위 제2여단
- 혼성근위 제1여단
- 혼성근위 제2여단
- 기동여단; 1944년 ~ 1945년
- 해상기동여단(1 ~ 4); 1943년 ~ 1945년

## 기병
군마가 전차로 대채되면서 부대 자체는 해산하고, 병력은 전차사단으로 이전되었다.
- 기병 제1여단; 1902년 ~ 1942년
- 기병 제2여단; 1902년 ~ 1941년
- 기병 제3여단; 1909년 ~ 1942년
- 기병 제4여단; 1909년 ~ 1942년

## 전차
- 전차 제1여단 - 전차 제1사단 소속
- 전차 제2여단 - 전차 제1사단 소속
- 전차 제3여단 - 전차 제2사단 소속
- 전차 제4여단 - 전차 제2사단 소속
- 전차 제5여단 - 전차 제3사단 소속
- 전차 제6여단 - 전차 제3사단 소속
- 독립 전차 제9여단

## 포병
- 야전중포병 제1여단
- 야전중포병 제2여단

## 혼성
1937년부터 1945년까지 존재했었던 재병연합여단이었다. 사단의 재병연합부대로서 편성되었던 부대와 독립 행동이 가능했던 부대로 나뉜다.
- 근위혼성여단
- 근위혼성 제2여단
- 혼성 제1여단
- 혼성 제3여단
- 혼성 제4여단 - 만주; 1931년 ~ 1932년
- 혼성 제8여단 - 만주; 1931년 ~ 1932년
- 혼성 제14여단 - 만주; 1931년 ~ 1932년
- 혼성 제15여단
- 혼성 제24여단 - 샹하이; 1932년 ~ ?
- 혼성 제33여단 - 중국; 1933
- 혼성 제39여단 - 만주; 1931
- 독립혼성 제1여단 - 만주, 중국; 1934년 ~ 1938년, 1939년 ~ 1945년
- 독립혼성 제2여단 - 몽골; 1938년 2월 10일 ~ 19
- 독립혼성 제5여단 - 중국; 1945년
- 독립혼성 제11여단 - 만주, 중국; 1937년,  1945년
- 독립혼성 제14여단 - 중국; 1945년
- 독립혼성 제21여단; 1941년 ~ 1943년
- 독립혼성 제44여단 - 오키나와; 1944년 6월 3일 ~ 1945년 10월 2일
- 독립혼성 제56여단 - 보르네오; 1944년 ~ 1945년
- 독립혼성 제65여단; 1941년 ~ 1945년
- 독립혼성 제68여단; 1944년 ~ 1945년
- 독립혼성 제71여단; 1941년 ~ 1945년
- 독립혼성 제75여단 - 호코토 요새
- 독립혼성 제76여단 - 기이룬 요새
- 독립혼성 제100여단 - 가오슝 요새
- 독립혼성 제132여단; 1945년 ~ 1945년
- 가라후토 독립혼성여단

## 지대
- 가와구치 지대 (川口)
- 가타야마 지대 (片山) - 만주; 1939년
- 난카이 지대 (南海)
- 야스오카 지대 (安岡) - 야스오카 마사오미
- 아오바 지대 (靑葉)
- 아키야마 지대 (秋山)
- 비콜 지대 - 필리핀 비콜

## 같이 보기
- 일본 제국 육군
  - 일본 제국 육군의 군 목록
  - 일본 제국 육군의 사단 목록
  - 일본 제국 육군의 연대 목록
  - 일본 제국 육군 항공대의 부대 목록
- 일본 제국 해군
  - 일본 제국 해군의 부대 목록
  - 일본 제국 해군 항공대의 부대 목록
- 육상자위대
  - 육상자위대의 활동 중인 부대 목록
  - 육상자위대의 해체된 부대 목록
  - 육상자위대의 주둔지 목록
- 해상자위대
  - 해상자위대의 부대 목록
  - 해상자위대의 기지 목록
- 항공자위대
  - 항공자위대의 부대 목록
  - 항공자위대의 기지 목록